# Permit
Permit, född 23 april 1945 i Västtyskland, död 1969, var en västtysk varmblodig travhäst. Han tränades och kördes av sin uppfödare Walter Heitmann.
Permit tävlade mellan åren 1948–1954 och sprang in omkring 460 000 D-mark på 124 starter varav 58 segrar. Han var en av de bästa travhästarna i världen under sin tid, och räknas som en av de främsta tyskfödda travhästarna genom tiderna.
Permit segrade i den första upplagan av Elitloppet, som kördes i maj 1952 i samband med att Solvalla firade 25-årsjubileum. Han vann på tiden 1.17,3 över sprinterdistans, närmast före den svenska stjärnan Frances Bulwark. Detta stod sig som löpningsrekord fram till 1956 års upplaga då Gelinotte segrade på tiden 1.16,7. I januari 1953 segrade Permit även i världens största travlopp Prix d'Amérique på Vincennesbanan i Paris.
Efter tävlingskarriären var han verksam som avelshingst i bland annat Sverige, Danmark, Frankrike och Italien.